# Митко Иванов
Митко Иванов е български художник и писател.

## Биография и творчество
Митко Иванов е роден в Елхово през 1964 г. От същата година семейството му се премества да живее в Бургас.
Средно образование завършва през 1983 г. в ССХУ „Дечко Узунов“ – Казанлък, специалност „Изящни изкуства“. Висше образование завършва през 1989 г. във ВТУ „Св. св. Кирил и Методий“ – В. Търново, факултет „Изобразителни изкуства“, специалност „Графика“, при проф. Никола Хаджитанев.
Специализира се в областта на иконописта, църковната стенопис и реставрацията. Автор или съавтор в изписването на пет параклиса и църкви в Югоизточна България.
Автор е на книгата „Загадъчният град: Бургас от XVI до началото на XIX век“. 
Съавтор е в историческото изследване „История на Бургас“, 2011 г., съвместно с проф. д-р Иван Карайотов и Стоян Райчевски. 
През 2015 г. издава единственото съвременно изследване за „бащата на Бургас“ Александър Георгиев – Коджакафалията. 
През 2022 г., с помощта на издателя Регионална библиотека "Пейо Яворов" излезе и последната му книга – "Бургаският жаргон до 1989". Откроени са около 2 000 "бургаски думи", много от които илюстрирани със забавни истории или с чудесни фотографии. Аргументирано е съществуването на нов тип жаргон – градският, различен от младежкия и апашкия сленг, както и от териториалния диалект. Това е амбициозен проект, който ще бъде продължен с втора, нецензурирана луксозна версия, както и с кратко научно изследване. 
Автор е също на около 200 статии, свързани с историята на града и опазване на културното наследство.
Има авторска рубрика по радио „Дарик Югоизток“ – „Старият Бургас с Митко Иванов“ в петък от 11.00 ч.
Митко Иванов е участвал (като частно лице или като председател на съюза на художниците в Бургас) в инициирането и поставянето на не по-малко от седем паметни плочи и знаци, свързани с историческата памет на града.
Два мандата (2012 – 2018 г.) е председател на „Дружество на художниците-Бургас“.
Преподава в бургаски училища между 1989 и 1999 г. Днес има своя частна школа по изобразително изкуство в галерия „Георги Баев“, за възрастовата група 12 – 14 г. (кандидатстващи за художествени гимназии).
Съпругата му Ирена Иванова (1965 – 2021) беше художничка. От брака си имат две деца.

## Произведения